# Pseudeustrotia argotypa
Pseudeustrotia argotypa är en fjärilsart som beskrevs av Turner 1902. Pseudeustrotia argotypa ingår i släktet Pseudeustrotia och familjen nattflyn. Inga underarter finns listade i Catalogue of Life.